# كازوكو كويكي
كازوكو كويكي (باليابانية: 小池一子؛ بالكانا: こいけ かずこ) هي مصممة يابانية، ولدت في 1936 في طوكيو في اليابان.